# 天社五
天社五 (κ Vel / 船帆座κ) 是船帆座的双星系统，俗名Markab，也常常写作Markeb，以与类似的星名（如飞马座α）相区分。
天社五是一颗分光双星，被分类为蓝-白亚巨星，视星等+2.47，距地球约539光年。二者绕行周期为116.65天。
该星偏离火星的南天极仅仅几度，所以因此也被称作火星的南极星。由于岁差的原因，在公元9000年左右，它会是距离地球的南天极最近的亮星。